# Echo (álbum de Leona Lewis)
Echo —español: «Eco»— es el segundo álbum de estudio de la cantante británica Leona Lewis. Su lanzamiento fue el 16 de noviembre de 2009 en el Reino Unido por el sello Syco Music, un día después en Estados Unidos por J Records y más tarde en todo el mundo a través de Sony Music. Para producir este disco, Lewis trabajó con Ryan Tedder, Justin Timberlake, Timbaland, Xenomania y James Fauntleroy, entre otros.
Del álbum se desprendieron los sencillos «Happy», que fue estrenado el 15 de septiembre de 2009. «I Got You» fue lanzado como el segundo sencillo en febrero de 2010. La canción «My Hands» se utilizó como tema musical para el videojuego Final Fantasy XIII. El álbum ha alcanzado un gran éxito comercial, ubicándose en el top20 de nueve países.

## Grabación y producción
Como con el álbum debut de Lewis, Spirit, cada uno de los productores de Echo fueron reclutados por sus mentores Simon Cowell y Clive Davis. A diferencia de su álbum debut donde viajaba entre las ciudades, Lewis se quedó en Los Ángeles para la grabación de Echo, que se demoró nueve meses en producirse. Contiene baladas e himnos para una pista de baile. Lewis tituló el álbum Echo, "ya que un eco describe un gran sonido orgánico", y se apeló a su amor de la fantasía como Echo era una ninfa que, en la mitología griega, "languidecía hasta que sólo quedó su voz". En agosto de 2009 Lewis le dijo a su sitio web oficial: "Estoy en medio del proceso de grabación, trabajando con compositores y productores increíbles, y mi música realmente ha evolucionado. Es tan emocionante crear algo nuevo ". También dijo: "En realidad estoy más confiada con este álbum que con el anterior. He tomado más control esta vez y me siento más feliz con todo". Ella dijo a la revista Variety que "quería que el álbum tuviese un poco más de vida, con una instrumentación un poco más en vivo".
Lewis trabajó con Ryan Tedder, productor de su sencillo «Bleeding Love», y el primer sencillo del álbum, «Happy», escrito por Lewis, Evan Bogart y Tedder, y en la canción «You Don't Care». Tedder comentó: "Me empujaron [Lewis] vocalmente más sobre este tema que cualquier canción que ella ha hecho. Quiero decir, ella hizo algunas cosas en "Happy" y eso es impresionante, pero en esta otra canción, lo lleva a otro nivel". La canción «Lost Then Found» también fue coescrita por Tedder y Lewis junto con Dan Muckala, Jess Cates y Lindy Robbins, y cuenta con la colaboración de la banda de Tedder, OneRepublic. Otra canción de Tedder, «Shadows», fue escrito con AJ McLean de los Backstreet Boys. Después de que se produjera para el álbum de los Backstreet Boys, Cowell lo quería para Lewis, pero luego decidió que Westlife la tendría.
Justin Timberlake también contribuyó en la producción y algunos coros en varias canciones, incluyendo «Don't Let Me Down», escrita y producida con el equipo de producción de Timberlake y grabado en Chalice Recording Studios. Arnthor Birgisson trabajó con Lewis en las canciones «My Hands» y «Heartbeat», que fueron escritos por Ina Wroldsen y Birgisson. Max Martin y Birgisson trabajaron con Lewis en la canción «I Got You», mientras que Martin también contribuye en la pista de baile «Outta My Head» escrito por Martin, Johan Karl Schuster y Kotecha. Schuster también produjo «Naked» junto con Kristian Lundin, escrita por Lewis, y Lundin Kotecha.
John Shanks produjo dos canciones, una balada y una canción uptempo, una de las cuales es «Broken», escrito por Shanks, Novel y Lewis. Julian Bunetta trabajó con Lewis junto con Andrew Frampton para producir «Brave», que fue escrito por Frampton, Bunetta, Kotecha y Lewis. Kevin Rudolf produjo «Love Letter», que él coescribió con J. Kasher. En septiembre de 2009, Lewis trabajó con Harvey Mason, Jr., Uriel Kadouch, Ross Keith, y Aminov Gavriel para producir «Can't Breathe». El álbum también contiene un cover de Oasis en la canción «Stop Crying Your Heart Out», que fue producido por Steve Robson.
Lewis también colaboró con varios escritores y productores en las canciones que no pudieron incluirse en el álbum. Toby Gad trabajó con Lewis y Robbins en la redacción de la canción «Unreachable». Taio Cruz fue contratado por Cowell para escribir y producir canciones para el álbum, además de la banda irlandesa de estilo Indie, The Script, quienes accedieron a escribir una canción, sin embargo, se presentó demasiado tarde. La producción y la composición del equipo Xenomania informaron haber escrito cinco canciones para el segundo álbum de Lewis, descrito por la compositora Miranda Cooper como "canciones con un toque trágico". Ne-Yo escribió canciones para el álbum, incluyendo «Can't Fight It». Lewis expresó su interés en trabajar con Chris Martin de Coldplay para darle al álbum un borde más rocoso, una colaboración que nunca salió a la luz. Varios demos del álbum se dice que están influenciados por Coldplay, y que Lewis habría colaborado con el cantante de rock Aqualung. También se informó que la cantante trabajó con DJ Infamous, Claude Kelly, y Los Da Mystro. Ella trabajó con Timbaland en abril de 2009, y explicó la razón del por qué de sus pistas no aparecieron en Echo: "En este álbum, hay un montón de personas que ya habían estado en el primer álbum, así que ellos conocían mi estilo. Obviamente, yo todavía estoy conociendo a Timbaland, así que esta vez él no está en el álbum, pero espero que la próxima vez sí".

## Recepción de la crítica
La recepción de críticos para el álbum, fue mayoritariamente positivo, como en Mediatraffic, en dónde le dan al álbum un 55% de aprobación de un total de 100%. En The Observer, le dan 3 de 5 estrellas, con el comentario escrito por Peter Robinson, "Inusualmente para un graduado de Factor X, que había hecho algo de riesgo si el primer álbum no funcionaba, pero Echo llega a su destino. Contiene un puñado de números optimistas - que incluye una incursión inesperada de espuma de alta velocidad electrónica." Jim Farber del New York Daily News está de acuerdo, escribiendo "Echo tiene un sentido de la diversión y un vim juvenil, no como en Spirit. es más rápido, más duro y de alguna forma, pegadizo". Neil McCormick, del The Daily Telegraph, dijo sobre Lewis "Su rango mezzo-soprano le permite tomar melodías de lujo y notas bajas de altos vuelos, deslizándose con un elegante poder y control impresionante por todo tipo de variaciones y modulaciones[ ... ]". Karen Edwards de Heat le entregó al álbum cinco estrellas de cinco, diciendo: "A partir del pop girlie de grandes baladas, este álbum le recordará lo que el alboroto se trata y para los ganadores futuros de Factor X, tomen nota: Así suena un verdadero talento".
Por otro lado, algunas de las críticas fueron duras, Entertainment Weekly dijo que "Echo tenía muchas baladas". The Guardian dijo que "13 canciones de Echo, que fueron co-escritas por Justin Timberlake, Ryan Tedder de OneRepublic y otros nombres costosos, siguen la fórmula de su álbum debut: el lento, un piano con acento acumulativo, marcado por tomas nítidas de aliento y vocal florituras, entonces la explosión climática como el accidente de los tambores y se golpea el coro. Esa voz es bastante impresionante y no se puede negar la catchiness impasible de algunas canciones - sobre todo Happy y su cover de Oasis «Crying Your Heart Out» - pero parece carecer de la ligereza de toque este álbum necesita desesperadamente... material menos convincente, sobre todo en la segunda mitad del álbum". Slant Magazine declaró que "Lewis perdió el talento, «I Got You» es el peor, tiende a tener mucha mezcla innecesaria de voz, un ribete en el robo-pop sin rostro que se ha hecho demasiado omnipresentes en la edad del Auto-Tune y mucho de tiempo de ejecución del álbum está dominado por baladas totalmente inconscientes, como el lánguido dúo de finales del álbum «Stop Crying Your Heart Out» y «No Let Me Down», en la que Lewis se enfrenta a unos aburridos arreglos, un piano impulsado con voces que, aunque técnicamente irreprochable, carecen de cualquier calor o la expresión emocional".

## Promoción

### Presentaciones

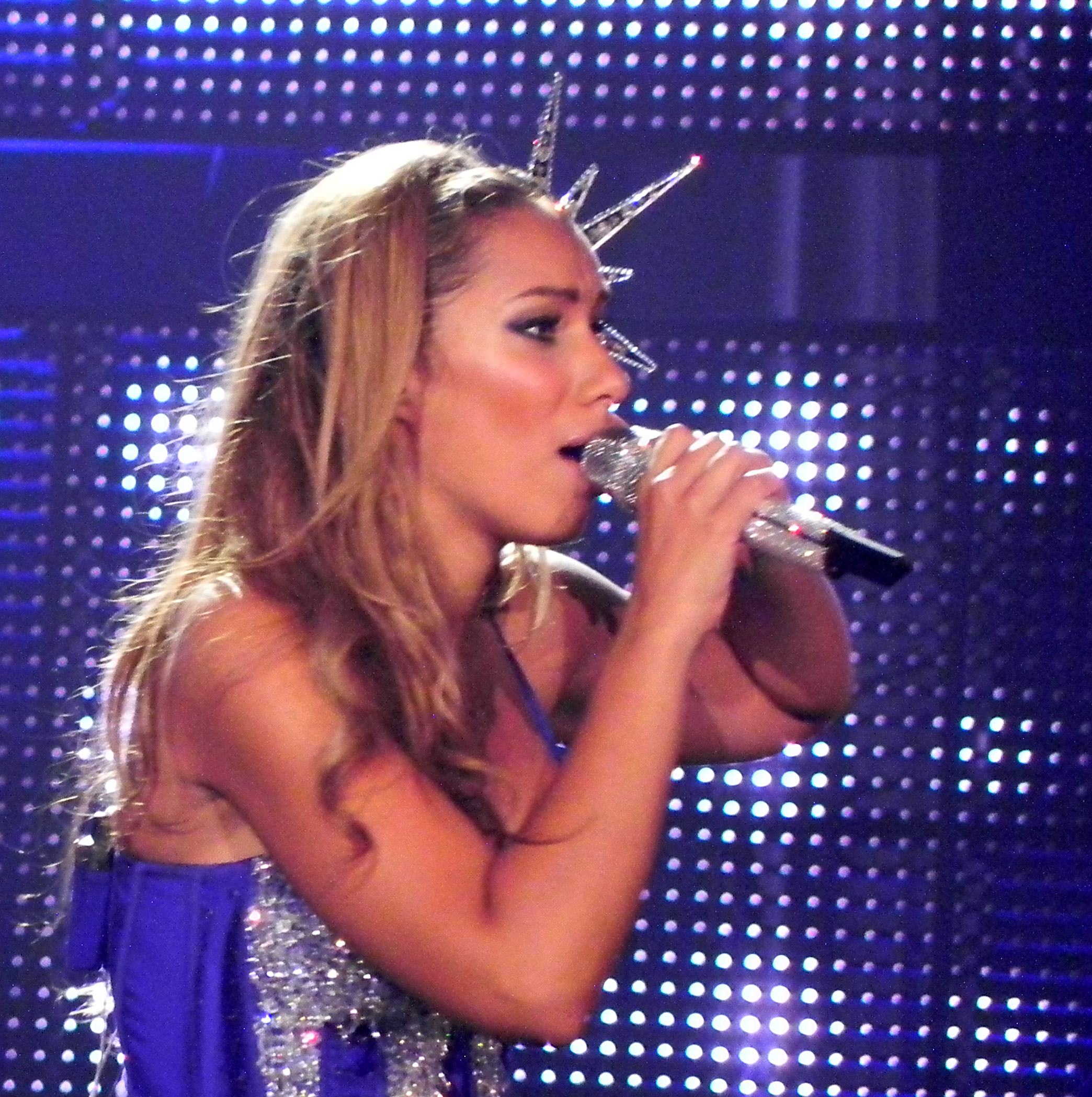
Lewis en el The Labyrinth Tour.

Lewis realizó su primera presentación, en el programa de la BBC, llamado The One Show el 26 de octubre y además en Hackney Empire el 2 de noviembre de 2009, siendo este último, su primer show en Reino Unido, El 5 de noviembre de 2009, presentó la canción «Happy» en la ceremonia de los MTV Europe Music Awards 2009 realizados en Alemania, Berlín. Lewis vuelve a The X Factor, el 13 de diciembre para interpretar «Stop Crying Your Heart Out». Debido a esta presentación, la canción alcanzó el puesto 29 en Reino Unido. El 3 de diciembre de 2009, Lewis presentó «Happy», «I Got You» y «Stop Crying Your Heart Out», y otras dos canciones del álbum Spirit, en el show de la BBC Radio 2 llamado Live Sessions with Ken Bruce. Lewis también presentó el sencillo «I Got You» y «Stop Crying Your Heart Out» en la BBC Radio 1.
El Track «My Hands» fue elegido para ser la banda sonora del videojuego Final Fantasy XIII' lanzado en Norte América y Europa.

### Sencillos

#### «Happy»
«Happy» es el primer sencillo de Echo. Se estrenó el domingo 6 de septiembre de 2009 en la Radio 1 del Reino Unido. Tras ello, éste se encontró disponible como descarga digital desde el 15 de septiembre de 2009 en América Anglosajona. Por su parte, en el Reino Unido, su lanzamiento digital fue realizado el 8 de noviembre de 2009, solo un día antes de su lanzamiento físico en el país. Tras ello, «Happy» debutó el segundo lugar de UK Singles Chart, la principal lista musical de canciones del Reino Unido, donde no logró superar al apogeo comercial de «Meet Me Halfway» de los Black Eyed Peas.

#### «I Got You»
«I Got You» fue estrenado oficialmente el 21 de febrero en las radios de Reino Unido y días anteriores en el resto del mundo, paso discretamente por las listas de ventas llegando a un máximo del puesto 14 en UK Singles Chart.

### Gira
The Labyrinth es la primera gira promocional de Lewis, iniciada en el mes de mayo de 2010, incluyendo canciones de sus dos primeros álbumes Spirit y Echo, con fechas en Reino Unido e Irlanda.

## Listado de canciones
- Edición estándar

| Echo |                                                                     |                                                |          |  |
| N.º  | Título                                                              | Productor(es)                                  | Duración |  |
| 1.   | «Happy»                                                             | Ryan Tedder                                    | 04:02    |  |
| 2.   | «I Got You»                                                         | Arnthor                                        | 03:46    |  |
| 3.   | «Can't Breathe»                                                     | Kadouch, Vein, Harvey Mason, Jr.               | 04:14    |  |
| 4.   | «Brave»                                                             | Bunetta, Frampton                              | 03:37    |  |
| 5.   | «Outta My Head»                                                     | Max Martin, Shellback                          | 03:39    |  |
| 6.   | «My Hands»                                                          | Arnthor                                        | 04:12    |  |
| 7.   | «Love Letter»                                                       | Rudolf                                         | 04:01    |  |
| 8.   | «Broken»                                                            | Shanks                                         | 04:03    |  |
| 9.   | «Naked»                                                             | Lundin, Shellback                              | 03:50    |  |
| 10.  | «Stop Crying Your Heart Out»                                        | Steve Robson, Lewis                            | 04:09    |  |
| 11.  | «Don't Let Me Down»                                                 | The Y's, Elizondo                              | 04:36    |  |
| 12.  | «Alive»                                                             | Shanks                                         | 03:30    |  |
| 13.  | «Lost Then Found / Stone Hearts & Hand Grenades» (con One Republic) | Tedder, Brent Kutzle, Noel Zancanella, Muckala | 11:09    |  |

| Echo (iTunes Bonus Track) |                |               |          |  |
| N.º                       | Título         | Productor(es) | Duración |  |
| 14.                       | «Fly Here Now» | Jeff Bhasker  | 03:40    |  |

- Edición de lujo

| Echo (Deluxe Version) |                                                                    |                            |          |  |
| N.º                   | Título                                                             | Productor(es)              | Duración |  |
| 14.                   | «Brave» (live at the Hackney Empire)                               | Bunetta, Frampton          | 05:55    |  |
| 15.                   | «The First Time Ever I Saw Your Face» (live at the Hackney Empire) |                            | 04:39    |  |
| 16.                   | «Echo - The Reflection of Sound» (Video)                           | Tommy King, Ira Glansbeeik | 13:23    |  |
| 17.                   | «Fly Here Now»                                                     | Jeff Bhasker               | 03:40    |  |

| Echo (Japanese limited edition) |                                  |                |          |  |
| N.º                             | Título                           | Productor(es)  | Duración |  |
| 14.                             | «You Don't Care»                 | Ryan Tedder    | 04:03    |  |
| 15.                             | «Let It Rain»                    | John Shanks    | 03:43    |  |
| 16.                             | «Fly Here Now»                   | Jeff Bhasker   | 03:40    |  |
| 17.                             | «Happy» (Jason Nevins radio mix) | Tedder, Nevins | 04:24    |  |

## Posicionamiento en las listas
Echo fue el primer álbum de Lewis en aparecer en la lista Irish Albums Chart en la posición número dos. En Bélgica (Flandes) el álbum alcanzó el puesto 69 y 67 en Valonia. Echo debutó en el puesto número uno de la lista UK Album Charts el 22 de noviembre, vendiendo alrededor 161,000 copias y siendo certificado doble platino en Reino Unido. En los Estados Unidos el álbum debutó en el número 13 con ventas de 68,413 copias, pero la segunda semana, cayó en un 68% vendiendo 21,431 copias.

## Rankings

### Semanales
| País              | Medio u organización publicadora | Ranking         | Posición | Ref.   |
| ----------------- | -------------------------------- | --------------- | -------- | ------ |
| América           |                                  |                 |          |        |
| Canadá            | Billboard                        | Canadian Albums | 16       | [ 71 ] |
| Estados Unidos    | Billboard                        | Billboard 200   | 13       | [ 69 ] |
| México            | AMPROFON                         | Top 100 álbumes | 98       |        |
| Europa            |                                  |                 |          |        |
| Alemania          | BVMI                             | Top 100 álbumes | 12       | [ 72 ] |
| Austria           | Ö3 Hitradio                      | Top 75 álbumes' | 7        | '      |
| Bélgica (Flandes) | Ultratop                         | Top 100 álbumes | 52       | [ 74 ] |
| Bélgica (Valonia) | Ultratop                         | Top 100 álbumes | 41       |        |
| España            | PROMUSICAE                       | Top 100 álbumes | 16       | [ 75 ] |
| Francia           | SNEP                             | Top 200 álbumes | 51       |        |
| Hungría           | Mahasz                           | Top 40 álbumes  | 39       | [ 76 ] |
| Irlanda           | IRMA                             | Top 75 álbumes  | 2        |        |
| Italia            | FIMI                             | Top 100 álbumes | 40       | [ 77 ] |
| Países Bajos      | MegaCharts                       | Top 100 álbumes | 36       |        |
| Reino Unido       | OCC                              | Top 100 álbumes | 1        | [ 78 ] |
| Reino Unido       | OCC                              | R&B álbumes     | 1        | [ 79 ] |
| Suecia            | Sverigetopplistan                | Top 60 álbumes  | 19       | [ 80 ] |
| Suiza             | Swiss Music Charts               | Top 100 álbumes | 3        |        |
| Europa            | Billboard                        | Top 100 álbumes | 4        | [ 81 ] |
| Oceanía           |                                  |                 |          |        |
| Australia         | ARIA                             | Top 50 álbumes  | 31       | [ 82 ] |
| Nueva Zelanda     | RIANZ                            | Top 40 álbumes  | 26       | [ 83 ] |

## Certificaciones
| País              | Organismo certificador | Certificación          | Ventas certificadas | Simbolización | Ref.   |
| ----------------- | ---------------------- | ---------------------- | ------------------- | ------------- | ------ |
| América del Norte |                        |                        |                     |               |        |
| Canadá            | CRIA                   | Disco de oro           | 40 000              |               | [ 84 ] |
| Europa            |                        |                        |                     |               |        |
| Austria           | IFPI Austria           | Disco de oro           | 10 000              |               | [ 85 ] |
| Irlanda           | IRMA                   | Disco de platino       | 15 000              |               | [ 86 ] |
| Reino Unido       | BPI                    | Doble disco de platino | 600 000             |               | [ 87 ] |
| Suecia            | IFPI Suecia            | Disco de oro           | 15 000              |               | [ 88 ] |
| Europa            | IFPI                   | Disco de platino       | 1 000 000           |               | [ 89 ] |

## Lanzamientos
| País o estado              | Fecha                   | Sello            | Edición(es)                 | Ref.            |
| -------------------------- | ----------------------- | ---------------- | --------------------------- | --------------- |
| Historial de publicaciones |                         |                  |                             |                 |
| Australia                  | 13 de noviembre de 2009 | Sony Music       | Estándar y deluxe           | [ 90 ]          |
| Alemania                   | 13 de noviembre de 2009 | Sony Music       | Estándar y deluxe           | [ 91 ]          |
| Irlanda                    | 13 de noviembre de 2009 | Sony Music       | Estándar y deluxe           | [ 92 ]          |
| Países Bajos               | 13 de noviembre de 2009 | Sony Music       | Estándar y deluxe           | [ 93 ]          |
| Bélgica                    | 16 de noviembre de 2009 | Sony Music       | Estándar y deluxe           | [ 94 ]          |
| Nueva Zelanda              | 16 de noviembre de 2009 | Sony Music       | Estándar y deluxe           | [ 95 ]          |
| España                     | 16 de noviembre de 2009 | Sony Music       | Estándar y deluxe           | [ 96 ]          |
| Reino Unido                | 16 de noviembre de 2009 | Syco Music       | Estándar y deluxe           | [ 97 ] [ 98 ]   |
| Estados Unidos             | 17 de noviembre de 2009 | J Records        | Estándar y deluxe           |                 |
| Canadá                     | 17 de noviembre de 2009 | Sony Music       | Estándar y deluxe           | [ 99 ]          |
| Japón                      | 25 de noviembre de 2009 | Sony Music Japan | Estándar y limited edition' | [ 100 ] [ 101 ] |